# Wilhelm Drumann
Wilhelm Karl August Drumann (* 11. Juni 1786 in Danstedt; † 29. Juli 1861 in Königsberg in Preußen) war ein deutscher Historiker.

## Leben
Wilhelm Drumann nahm zunächst das Studium der Theologie und Philosophie an der Universität Halle auf. Nach der Promotion 1810 in Helmstedt wirkte er als Lehrer am Pädagogium in den Franckeschen Stiftungen zu Halle und habilitierte sich 1812 an der dortigen Universität für alte Geschichte. 1817 wurde er zum außerordentlichen Professor an der Universität Königsberg ernannt, drei Jahre später als dritter Bibliothekar der dortigen Universitätsbibliothek bestallt und erhielt schließlich 1821 eine ordentliche Professur.
In Königsberg hatte der Gründer des dortigen historischen Seminars Friedrich Wilhelm Schubert die Seminarleitung allein inne. Seine Kollegen Drumann und Johannes Voigt waren nicht daran beteiligt. Zu seinen wichtigsten Schülern an der dortigen Universität zählten Georg Voigt und Ferdinand Gregorovius. Ein Jahr nach seinem Tode wurde Karl Wilhelm Nitzsch berufen. Das Seminar erhielt 1869 eine Doppelspitze, nachdem auf Nitzschs Betreiben hin Wilhelm Maurenbrecher, bisher Professor an der Kaiserlichen Universität Dorpat, nach Königsberg berufen wurde.
In Königsberg zählte der Philologe Christian August Lobeck zu Drumanns Freunden, obwohl die politischen Ansichten der beiden stark auseinandergingen. Lobeck war entschieden liberal eingestellt, während Drumann sich als konservativen Monarchisten verstand.
Seine Tochter Mathilde (1824–1865), heiratete 1852 den Jungunternehmer Werner Siemens, der 1847 in Berlin die Telegraphen-Bauanstalt von Siemens & Halske gegründet hatte und ein Vetter von Drumanns Ehefrau Sophie geb. Mehliß war.

## Werk und Wirkung
Drumanns Werke zur Alten Geschichte standen unter dem Einfluss von Friedrich August Wolf und Edward Gibbon. Sein wohl wichtigstes Werks ist die Geschichte Roms in seinem Übergang von der republikanischen zur monarchischen Verfassung, oder: Pompeius, Caesar, Cicero und ihre Zeitgenossen. 6 Bde. Königsberg 1834-1844. Obwohl dieses Werk für die Alte Geschichte keineswegs unbedeutend ist, hat Drumanns römische Geschichte bei weitem nicht den Bekanntheitsgrad derer von Theodor Mommsen erlangt. Neben seiner römischen Geschichte schrieb Drumann eine Geschichte zu Papst Bonifatius VIII. Vergleichsweise neu war, dass Drumann versuchte, gesellschaftliche Unterschichten der griechischen und römischen Antike zu thematisieren. Damit führte er faktisch eine Art Sozialgeschichte in die Alte Geschichte ein. In der Regel erschienen diese in der Geschichtsschreibung bisher eher am Rande bei politischen Ereignissen. Dabei ist unverkennbar, dass er seine Gegenwart auf diese Zeit projizierte.

## Schriften (Auswahl)
- mit Paul Groebe: Geschichte Roms in seinem Übergang von der republikanischen zur monarchischen Verfassung, oder: Pompeius, Caesar, Cicero und ihre Zeitgenossen. 6 Bände. Königsberg 1834–1844 (2. Auflage: Leipzig 1899–1929; Nachdruck: Olms, Hildesheim 1964)
- Geschichte Bonifacius VIII. 2 Bände. Königsberg 1852.
- Die Arbeiter und Communisten in Griechenland und Rom. Königsberg 1860 (Nachdruck: Amsterdam 1968)
- Versuch einer Geschichte des Verfalls der griechischen Staaten. Berlin 1820, in der Nicolaischen Buchhandlung.
- Historisch-antiquarische Untersuchungen über Aegypten oder die Inschrift von Rosette. Königsberg 1823.